# Kramarka
Kramarka [pronunciación en polaco: /kraˈmarka/] (en alemán: Kramarka; 1938–1945: Krammen) es un pueblo en el distrito administrativo de Gmina Biskupiec, dentro del Distrito de Olsztyn, Voivodato de Varmia y Masuria, en el norte de Polonia. Se encuentra aproximadamente 31 kilómetros al este de la capital regional, Olsztyn.
Hasta 1945 el área era parte de Alemania (Prusia Oriental).
El pueblo tiene una población de 66 habitantes.